# Mark II (album)
Mark II er et debutalbum fra det danske folktronicaband Sorten Muld. Det blev udgivet i d. 24. august 1997. Sangene er en blanding af folkeviser og elektronisk musik tilsat sækkepibe og nøgleharpe.
Udgivelsen blev fejret med en gratis koncert på Bispetorv i Aarhus. I Norge og Sverige blev det udgivet på Silence Records.
Albummet blev godt modtaget ved udgivelsen, og det er siden blevet nævnt som et vigtigt album fra perioden, ligesom nummeret "Ravnen" er blevet fremhævet. Nummeret er en omskrivning af den traditionelle folkevise "Valravnen". Nummeret "Bonden og Elverpigen" er blevet brugt som musik i DR1-programmet Bonderøven med Frank Erichsen.

## Modtagelse
Albummet blev vel modtaget af både anmeldere og publikum, og solgte over 40.000 eksemplarer.
Albummet modtog fem ud af seks stjerne i musikmagasinet GAFFA. AllMusics anmelder Steven McDonald skrev, at albummet havde "en vidunderlig lyd", og at det "med sikkerhed er en af de bedste techno-folk produktioner der findes". Han gav albummet tre ud af fem stjerner.
Nummeret "Bonden og Elverpigen", hvis tekst er skrevet af N.F.S. Grundtvig, nåede tre uger på Tjeklisten med højeste placering som #15.
Ved Danish Music Awards var Sorten Muld nomineret i otte kategorier, heriblandt "Årets Danske Album" og "Årets Danske Cover", og de vandt priserne "Årets Danske Techno Udgivelse" og "Årets Producer". I GAFFA's 25-års jubliæumsnummer var Mark II listet som et af de fem vigtigste album fra dette år, og "Ravnen" var ligeledes blandt de fem vigtigste singler fra 1997.

## Spor
1. "Bonden Og Elverpigen" - 4:47
2. "Venelite" - 4:36
3. "Harald Kongen" - 5:29
4. "Jeg Gik Mig Ud En Sommerdag" - 4:00
5. "Havets Farer" - 1:34
6. "Ravnen" - 6:50
7. "Kirstin" - 9:07
8. "Som Stjernerne På Himlens Blå" - 5:13
9. "2 Søstre" - 4:27
10. "Mylardatter" - 6:51
11. "Jeg Kan Se På Dine Øjne At Du Har En Anden Kær" - 5:11